# Absolutes Nichts
Absolutes Nichts oder schlechthinniges Nichts (nihil simpliciter) ist ein Modalbegriff der Metaphysik und Schöpfungstheologie des Johannes Duns Scotus (1266–1308), der sich auf Nichtexistentes bezieht, das nicht einmal möglicherweise existieren könnte, auch nicht als nur-im-Geiste-seiend. Als „absolut nichtig“ bezeichnet Duns Scotus sogenannte incompossibilia, fiktive Objekte (Figmente), deren Wesensform eine Kombination von miteinander unverträglichen Komponenten wäre, die sich nicht einmal gedanklich zu einem Gegenstand verbinden lassen und daher prinzipiell nicht verursachbar sind.

## Absolutes Nichts, Einfachheit und Möglichkeit
Incompossibilia sind also nicht nur im Verhältnis zu anderem (zu bestimmten Umständen, zu existenten Objekten oder zum Willen Gottes) unmöglich, sondern ihrer eigenen Wesensform nach, weshalb Duns Scotus von einer formalen Unmöglichkeit (d. i. einer Unmöglichkeit der Form nach) spricht und von einem „nihil simpliciter“, also einem Nichts-einfachhin (statt Nichts-relativ-auf-Anderes). Ausgeschlossen sind daher ihr Sein an sich, ihr Wirklich-Sein wie auch ihr Möglich-Sein und mithin ihre widerspruchsfreie Denkbarkeit.
Dagegen müsse z. B. bei Gottes Schöpfung als creatio ex nihilo das Nichts, aus welchem Gott alles Seiende erschafft, als (nur) relatives Nichts verstanden werden; ihm kann und muss durchaus die Möglichkeit, zu sein, zugeschrieben werden; Gott erwägt gleichsam die schaffbaren Objekte in seinem Geiste und schafft sie aus absoluter Freiheit, d. h. ohne absolute oder relative Notwendigkeit. Einzig Gott kommt absolute Notwendigkeit zu, umgekehrt gibt es keineswegs ein in sich Eines, das der Form nach in sich unmöglich ist; vielmehr erklärt Duns Scotus das schlechthin Nichtige eben durch Inkompossibilität von per se mehreren Komponenten einer (fiktiven) Wesensform.
Duns Scotus schlägt (im Unterschied zu Aristoteles, Thomas von Aquin und vielen anderen) eine allgemeine Verwendung des Terminus ‚seiend‘ (ens) vor, der in ein und demselben Sinne (univok) sowohl von endlichen Objekten als auch z. B. vom Göttlichen ausgesagt werden könne. In dieser allgemeinen Verwendung gilt als ‚seiend‘ alles, dem eine Wesenheit (quidditas) zukommt – ob ein Objekt auch aktual existiert, ist für diese Verwendung von „seiend“ unerheblich. Zum Umfang des ‚Seienden‘ zählt daher sowohl das, was in Wirklichkeit existiert, als auch das, was möglicherweise existieren kann (possibilia). Seiendes oder ein Ding ist also alles, was nicht Nichts ist, sei es nun auch in Wirklichkeit oder nur im Geiste. Dieser Unterscheidung entspricht umgekehrt diejenige von relativem und absolutem Nichts.

## Rezeption
Vermutlich seit dem Scotismus und dann auch in der deutschen Schulphilosophie (etwa bei Alexander Gottlieb Baumgarten, Christian Wolff) wurde außerdem unterschieden zwischen einem nihil privativum (Nichtexistentes, dessen Existenz aber möglich ist) und einem nihil negativum, das unmöglich existieren kann. Auch neuzeitliche Diskussionen über die Kompossibilität von Begriffen und Substanzen, wie sie insbesondere von Leibniz weitergeführt werden, stehen in der Tradition dieser scotistischen terminologischen Unterscheidungen und ihren Anwendungen.